# RK Three Towns
RK Three Towns var en svensk roddklubb som renderade silver vid olympiska sommarspelen 1956, en av de största framgångarna framgångarna i svensk roddhistoria. 
Officiellt startades klubben den 24 januari 1956 av roddare från Kungälv, Trollhättan och Strömstad. Senare skulle även roddare från Göteborg och Uddevalla ansluta. Idén till detta kombinationslag kom från Gösta "Gus" Eriksen som vid tiden var verksam som roddtränare vid Syracuse University i New York, USA. Tanken på kombinationslag i rodd var ny i Sverige, tidigare togs klubblag ut för att representera Sverige vid internationella regattor. Eriksen flyttade till Uddevalla och blev RK Three Towns tränare. Klubbens ordförande var skeppsredare Gustaf B. Thordén från Uddevalla. 
Vid de olympiska sommarspelen i Melbourne 1956 deltog från RK Three Towns Evert Gunnarsson, Gösta Eriksson, Olle Larsson, Ivar Aronsson och Bertil Göransson i klassen fyra med styrman och vann silver.
 Detta gör dem till de hittills mest framgångsrika svenska olympierna i roddsammanhang. Vid samma sommarspel deltog de även i åtta med styrman och slutade på en fjärdeplacering. 1960 deltog medlemmar från kombinationslaget vid OS i Rom, som dock blev utan framgångar. Därefter avslutade Eriksen sin tid som tränare för svenska landslaget i rodd och klubbens verksamhet avslutades.